# Algarrobo (Málaga)
Algarrobo (spanisch für Johannisbrotbaum) ist eine andalusische Gemeinde östlich von Vélez-Málaga und südlich von Sayalonga. Das Gemeindegebiet reicht bis an das Mittelmeer, wobei der Hauptort, das Dorf Algarrobo, etwa 3,5 km von der Küste entfernt ist. Direkt an der Küste liegt der Vorort Algarrobo Costa, weitere bewohnte Gebiete sind Mezquitilla und Trayamar.

## Sehenswürdigkeiten
- Iglesia de Santa Ana: Kirche aus dem 16. Jahrhundert
- Ermita de San Sebastián: Wallfahrtskapelle, die ins 17. oder 18. Jahrhundert datiert wurde und dem hl. Sebastian (Stadtpatron) geweiht ist.
- Phönizische Nekropole Trayamar
- Torre Derecha, Wehrturm aus dem 16. Jahrhundert